# Sphecodes anatolicus
Sphecodes anatolicus là một loài Hymenoptera trong họ Halictidae. Loài này được Warncke mô tả khoa học năm 1992.